# Sottodeterminazione
Nella filosofia della scienza, la sottodeterminazione è l'idea secondo la quale l'evidenza a nostra disposizione in un dato momento potrebbe essere, da sola, insufficiente per determinare quali credenze dovremmo avere in risposta ad essa. 
La sottodeterminazione esiste quando l'evidenza disponibile è insufficiente per identificare quale convinzione si dovrebbe avere riguardo a tale evidenza. Consideriamo il seguente esempio: se sapessimo che esattamente 10€ sono stati spesi per l'acquisto di mele e arance e se sapessimo che le mele hanno un prezzo di 1€ l'una, mentre le arance hanno un prezzo di 2€ l'una, potremmo certamente eliminare alcune possibilità (ad esempio non saranno sicuramente state acquistate 6 arance e nemmeno 11 mele), ma non avremmo prove sufficienti per sapere quale combinazione ammissibile specifica di mele e arance è stata acquistata. In questo caso diremmo che un'eventuale credenza riguardo alla precisa combinazione di arance e mele che è stata acquistata è sottodeterminata rispetto alle prove disponibili. 

## Origine
Gli antichi scettici greci utilizzavano il concetto di equipollenza, ossia la situazione in cui le ragioni a favore e contro certe rivendicazioni sono ugualmente equilibrate. Questo almeno in un senso è simile al dire che le affermazioni stesse sono sottodeterminate. 
La sottodeterminazione, con nomi differenti, sorge nel periodo moderno nell'opera di René Descartes. Tra gli altri argomenti scettici, Cartesio presenta due argomenti che implicano una sottodeterminazione. La sua tesi sui sogni sottolinea che le esperienze percepite mentre si sogna (ad esempio la caduta) non contengono necessariamente informazioni sufficienti per dedurre la reale situazione in cui ci si trova (essere a letto). Cartesio ha concluso che dal momento che non si possono sempre distinguere i sogni dalla realtà, non si può escludere la possibilità di sognare piuttosto che fare esperienze veridiche; quindi la conclusione che si sta vivendo un'esperienza veridica è sottodeterminata. La sua argomentazione sul demone malvagio ipotizza che tutte le esperienze e i pensieri di ognuno possano essere manipolati da un demone molto potente e ingannevole. Ancora una volta, fintanto che la realtà percepita appare internamente coerente con i limiti della propria limitata capacità di raccontare, la situazione è indistinguibile dalla realtà e non si può determinare logicamente che un tale demone non esista. 
Per dimostrare che una conclusione è sottodeterminata, si deve dimostrare che esiste una conclusione rivale che è egualmente ben supportata dagli standard di prova. Un banale esempio di sottodeterminazione è l'aggiunta dell'affermazione "ogni volta che cerchiamo prove" (o più in generale, qualsiasi affermazione che non può essere falsificata ). Ad esempio, la conclusione "gli oggetti vicino alla terra cadono verso di essa quando lasciati cadere" potrebbe essere contrapposta da "gli oggetti vicino alla terra cadono verso di essa quando vengono lasciati cadere, ma solo quando si verifica che lo facciano". Dal momento che si può aggiungere questo a qualsiasi conclusione, tutte le conclusioni sono almeno banalmente sottodeterminate. Se si ritiene che tali affermazioni siano illegittime, ad esempio applicando il Rasoio di Occam, tali "trucchi" non sono considerati dimostrazioni di sottodeterminazione. 
Il concetto di sottodeterminazione si applica ampiamente alle teorie scientifiche. Ad esempio, la meccanica classica non ha fatto distinzione tra sistemi di riferimento non inerziali. Di conseguenza, qualsiasi conclusione su tale quadro di riferimento era sottodeterminata. Lo stesso Newton dichiarò che queste possibilità erano indistinguibili. Più in generale, l'evidenza potrebbe non essere sempre sufficiente per distinguere tra teorie concorrenti (o per determinare una teoria diversa che unificherà entrambi), come nel caso della relatività generale e della meccanica quantistica . 

## Argomenti riguardanti la sottodeterminazione
Questi argomenti tentano di dimostrare che non vi è motivo di ritenere che una conclusione sia sottodeterminata dalle prove. Quindi, se le prove disponibili in un determinato momento possono essere ugualmente ben spiegate da almeno un'altra ipotesi, non c'è motivo di crederci piuttosto che il rivale che sia considerato equivalente dal punto di vista osservazionale. 

### Problema epistemologico dell'indeterminatezza dei dati rispetto alla teoria
Qualsiasi fenomeno può essere spiegato da una molteplicità di ipotesi, come possono dunque i dati essere sufficienti per dimostrare una specifica teoria? Questo è quello che chiamiamo "problema epistemologico dell'indeterminatezza dei dati rispetto alla teoria".   

### Filosofia della scienza
Nella filosofia della scienza, la sottodeterminazione è spesso presentata come un problema per il realismo scientifico, che sostiene che abbiamo motivo di credere in entità che non sono direttamente osservabili (come gli elettroni) di cui parlano le teorie scientifiche. Uno di questi argomenti si articola nel seguente modo: 
1. Tutte le prove osservabili disponibili per entità non direttamente osservabili sottodeterminano le affermazioni di una teoria scientifica su tali entità.
2. Solo l'evidenza osservabile è rilevante per credere ad una precisa teoria scientifica.
3. Pertanto non ci sono prove per credere a ciò che dicono le teorie scientifiche su tali entità.

Le principali risposte a questo argomento attaccano sia la prima che la seconda premessa. In particolare si argomenta contro la seconda premessa che ci sono prove della verità di una teoria oltre alle mere osservazione; per esempio, c'è chi sostiene che la semplicità, il potere esplicativo e altre caratteristica di una teoria siano criteri validi per preferire una teoria ai suoi rivali. 
Una risposta più generale da parte del realista scientifico è quella di sostenere che la sottodeterminazione non è un problema per la scienza, poiché ne soffre tutta la conoscenza che è direttamente o indirettamente supportata da prove. 
Una tesi particolarmente importante in filosofia della scienza riguardante la sottodeterminazione nelle teorie scientifiche fu sviluppata separatamente, ma giungendo a conclusioni analoghe, dal fisico e filosofo francese Pierre Duhem e dal logico e filosofo statunitense Willard V. O. Quine: questa tesi è comunemente nota con il nome di Tesi di Duhem-Quine.